# Compsa nipha
Compsa nipha là một loài bọ cánh cứng trong họ Cerambycidae.